# 莱比亚热 (别列斯京区)
49°15′59″N 35°18′55″E / 49.26639°N 35.31528°E
萊比亞熱（烏克蘭語：Леб'яже）是位於烏克蘭東部的村莊，由哈爾科夫州别列斯京区的扎切皮利夫卡市鎮負責管轄。該村始建於1775年，面積2.59平方公里，海拔高度102米，2001年人口1,107，人口密度每平方公里427.4人。